# Barken

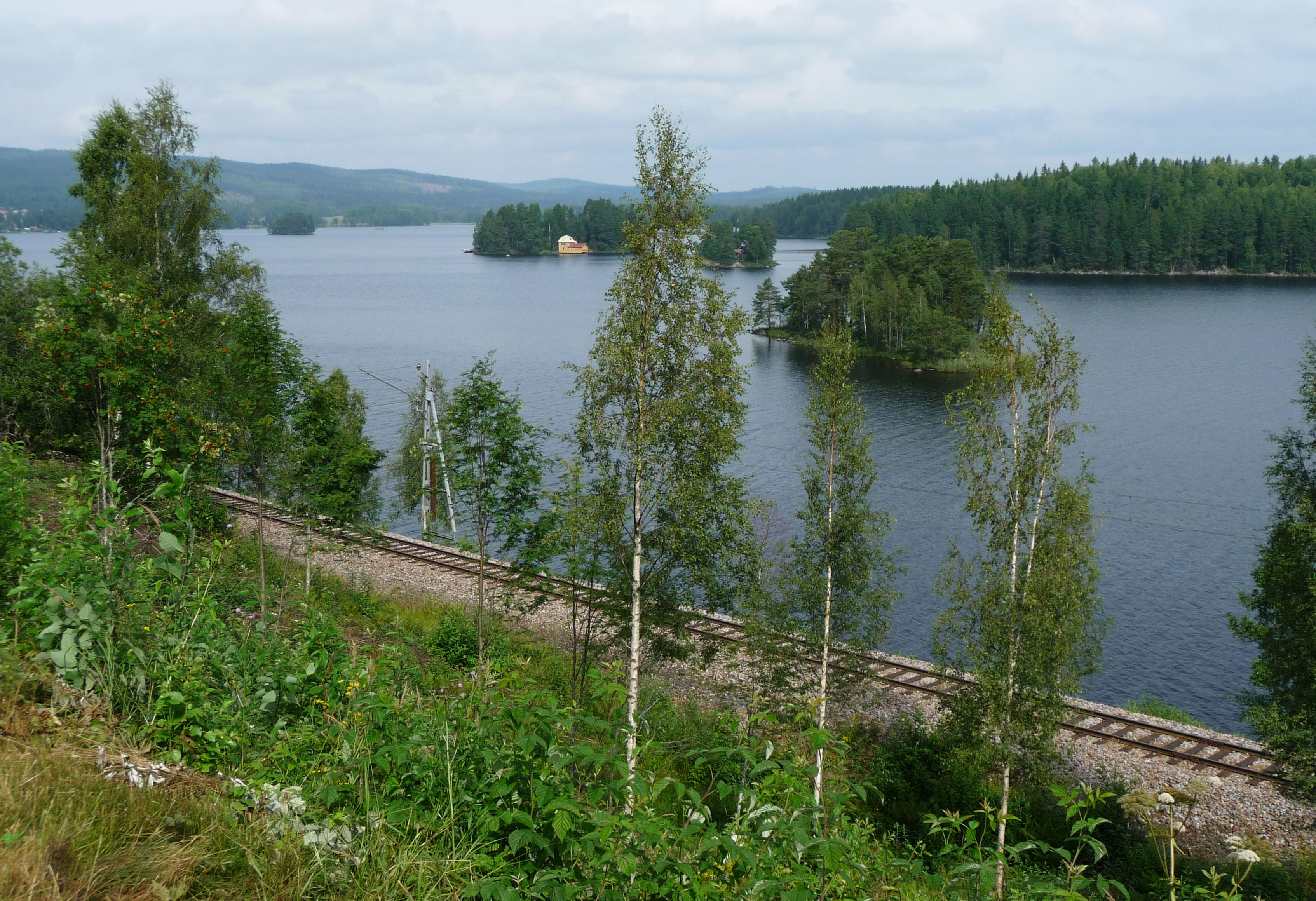
Norra Barken, vy från Rastahyttan, 2012.

Barken är en sjö i Smedjebackens kommun, Dalarnas län.

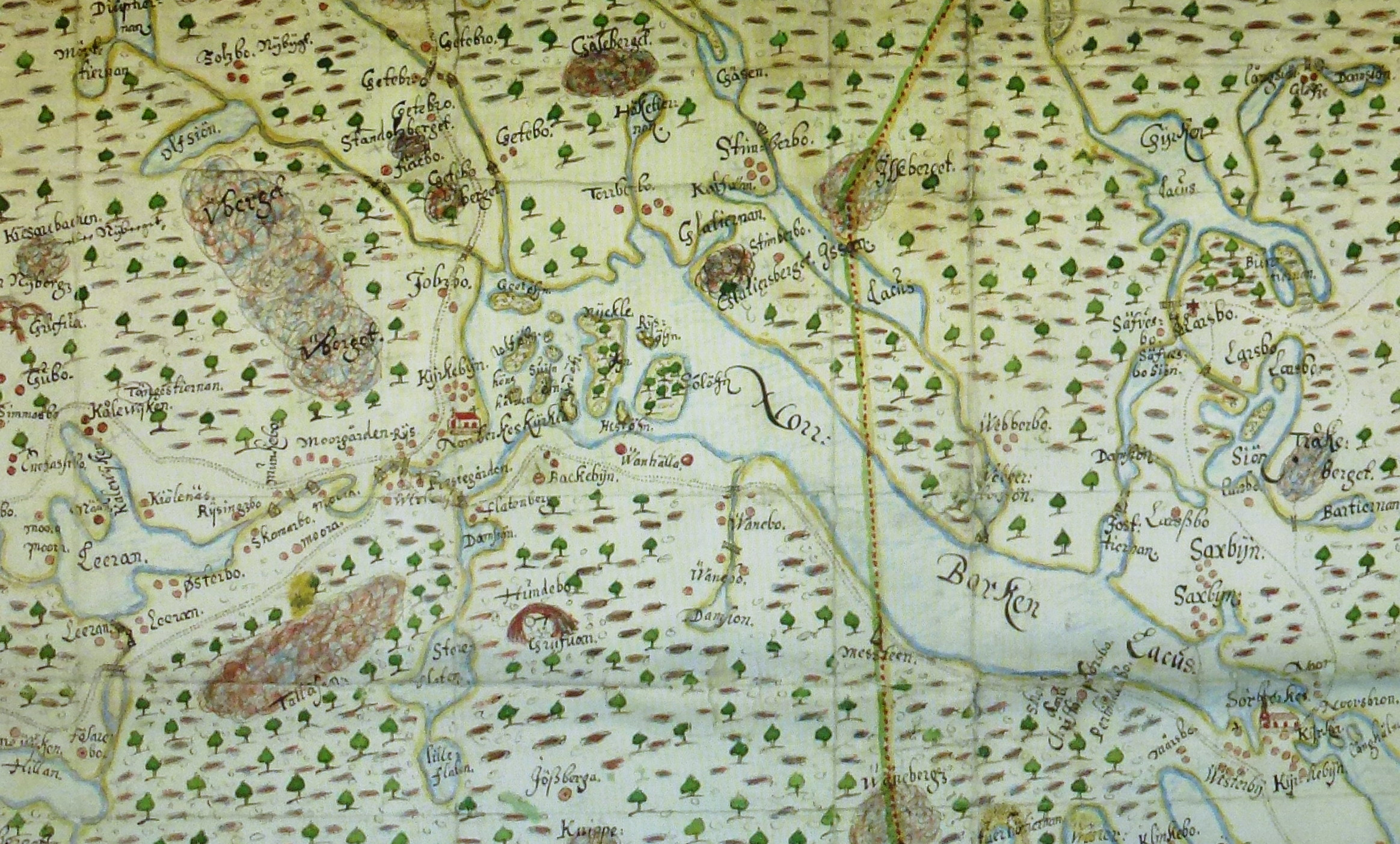
Norra Barken på en karta från 1654.

Barken består av två sammanhängande långsmala sjöar; Södra och Norra Barken. Sjön är belägen 100 meter över havet och har en area på 34 km². Största djupet är i Norra Barken och är 37 meter. Sjön avvattnas genom Kolbäcksån till Mälaren. Genom tillkomsten av Strömsholms kanal 1795 fick sjön segelbar förbindelse med Mälaren. I västra änden av sjön ligger Smedjebackens hamn som är en av Sveriges högst belägna hamnar med förbindelse till havet.
Svenska Sjöräddningssällskapet (SSRS) har även en räddningsstation i Smedjebackens hamn där en mobil enhet finns stationerad. De täcker även Väsman i Ludvika samt andra mindre sjöar i området Södra Dalarna.
Namnet (1654 Nörrebarken, Södrebarken) är troligen bildat till ett ord barki 'strupe', som i så fall syftar på den förträngning vid byn Nor som delar sjön i två delar.